# Miss Bolivia 2003
La 24.ª edición del certamen Miss Bolivia, correspondiente al año 2003 se celebró en el Teatro Gran Mariscal en la ciudad de Sucre – Chuquisaca, el 1 de agosto de 2001. Concursantes de los nueve departamentos bolivianos y el Litoral, compitieron por este título de belleza. Al finalizar la velada, la Miss Bolivia 2002, Carla Ameller, entregó la corona a su sucesora.
- El 1 de agosto de 2003 la ciudad de Sucre vivió por primera vez la experiencia de ser sede del Miss Bolivia. Las 18 candidatas que compitieron ese año se concentraron en Santa Cruz antes de arribar a Sucre junto a una gran delegación entre organizadores y periodistas, desde las llegada de las candidatas se sintió un ambiente festivo en la ciudad, ya que tener a las más bellas del país juntas en la capital no era cosa de todos los días.
- Durante la estadía las misses realizaron sesiones fotográficas turísticas, visitaron a las autoridades y compitision por el título del Mejor Traje Típico rnr l Teatro al Are Libre dejando como ganadora a la Srta. Beni, Eliana Morales, quien lucio una alegoría a la flor del Patujú.

Cuando llegó la noche final el escenario del Teatro Gran Mariscal isnpirado en la época colonial y el acompañamiento musical de la Orquesta de la Cámara de Sucre fueron el maroc ideal para la primera presentación de las misses que lucieron vestidos de damas antiguas diseñados por Negra Cuellar. Posteriormente se presentaron en traje típicos, de baño, y al final en traje de gala.
- Entre los miembros del jurado estuvo Mariangel Ruiz Miss Venezuela 2002 y primera finalista del Miss Universo 2003

## Resultados Finales
| Resultado Final            | Departamento       | Candidata                       |
| -------------------------- | ------------------ | ------------------------------- |
| Miss Bolivia Universo      | - Srta Litoral     | Gabriela Oviedo Serrate         |
| Miss Bolivia Mundo         | - Miss Beni        | - Helen Aponte Saucedo          |
| Miss Bolivia Internacional | - Srta Santa Cruz  | - Muriel Cruz Claros            |
| Primera Finalista          | - Miss Santa Cruz  | - Cecilia Justiniano            |
| Segunda Finalista          | - Miss Litoral     | - Claudia Cecilia Azaeda Melgar |
| Tercera Finalista          | - Srta. Cochabamba | - Patricia Escobar              |
| Segunda Finalistas         | - Miss Tarija      | - Salima Cassis                 |

## Títulos Previos
Durante la competencia del Miss Bolivia las candidatas lucharon por ganar algunos títulos previos,  así destacándose las favoritas.
| Título             | Departamento    | Candidata        |
| ------------------ | --------------- | ---------------- |
| Mejor Traje Típico | Srta. Beni      | Eliana Morales   |
| Mejor Rostro       | Srta.Cochabamba | Patricia Escobar |

## Candidatas Oficiales
- 20 candidatas de los 9 departamentos de País concursaron por la corona del  Miss Bolivia 2003

| Candidata        | Nombre                        | Edad    | Altura      |
| ---------------- | ----------------------------- | ------- | ----------- |
| Miss Beni        | Helen Aponte Saucedo          | 19      | 1,84 m      |
| Srta. Beni       | Eliana Morales                |         | 1,70 m      |
| Miss Cochabamba  | Cristina Leher Jiménez        | 18 años | 1,76 metros |
| Srta. Cochabamba | Patricia Escobar              |         |             |
| Miss Chuquisaca  | Vanesa Taboada                | 1,72 m  |             |
| Srta. Chuquisaca | Erica Didier                  |         | 1,70 m      |
| Miss La Paz      | Paola Micaela Curcuy          |         |             |
| Srta. La Paz     | Gisela Alcázar Alvarez        |         |             |
| Miss Litoral     | Claudia Cecilia Azaeda Melgar | 20      |             |
| Srta. Litoral    | Gabriela Oviedo Serrate       | 20      | 1,76        |
| Miss Oruro       |                               | 18      |             |
| Srta. Oruro      |                               |         |             |
| Miss Pando       |                               |         | 1,70 m      |
| Srta. Pando      |                               |         |             |
| Miss Potosí      |                               |         | m           |
| Srta. Potosí     |                               |         |             |
| Miss Santa Cruz  | Cecilia Justiniano            | 18      | 1,79 m      |
| Srta. Santa Cruz | Muriel Cruz Claros            |         |             |
| Miss Tarija      | Salima Cassis                 |         | 1,73 m      |
| Srta. Tarija     |                               |         |             |

## Resultados
- Helen Aponte logró posicionarse entre las finalistas del Miss Mundo 2003
- Muriel Cruz logró posicionarse entre las finalistas del Miss Internacional 2003
- Claudia Azaeda ganó el título de Miss Fotogenica del Miss Tierra 2003

| Predecesor: Miss Bolivia 2002 | Miss Bolivia 2003 1 de agosto de 2003 | Sucesor: Miss Bolivia 2004 |

- Datos: Q20994933